# Mary Sweeney
Mary Sweeney, född 1 januari 1953 i Madison, Wisconsin, är en amerikansk filmproducent och filmredigerare. 
Hon är kanske främst känd för att ha samarbetat med David Lynch vid flera av hans filmer. Hon har bland annat varit med om att producera och redigera Lost Highway, The Straight Story och Mulholland Drive. Tillsammans med John Roach skrev hon även manuset till The Straight Story.
Sweeney var under en tid tillsammans med Lynch, med vilken hon också har en son.